# Primula botschantzevii
Primula botschantzevii är en viveväxtart som beskrevs av A.P. Chukavina och S.S. Kovalevskaya. Primula botschantzevii ingår i släktet vivor, och familjen viveväxter. Inga underarter finns listade i Catalogue of Life.